# .test
.test — общий домен верхнего уровня. Зарезервирован IETF в RFC 2606 в июне 1999 года. Не предназначен для установки в качестве домена верхнего уровня в DNS.
Другие зарезервированные домены: .example, .invalid, .localhost.